# Spaghetti con polpette
Gli spaghetti con polpette sono un piatto presente in diverse cucine popolari dell'Italia meridionale in cui si utilizzano le polpette, in genere di dimensioni medio-piccole, che sono usate per condire la pasta al sugo o al forno, ma anche in brodo. Il piatto è stato successivamente portato dagli immigrati italiani negli Stati Uniti e in particolare a New York grazie a cui la ricetta conosciuta oggi è diventata famosa nel mondo  (in inglese spaghetti with meatballs).

## In Italia

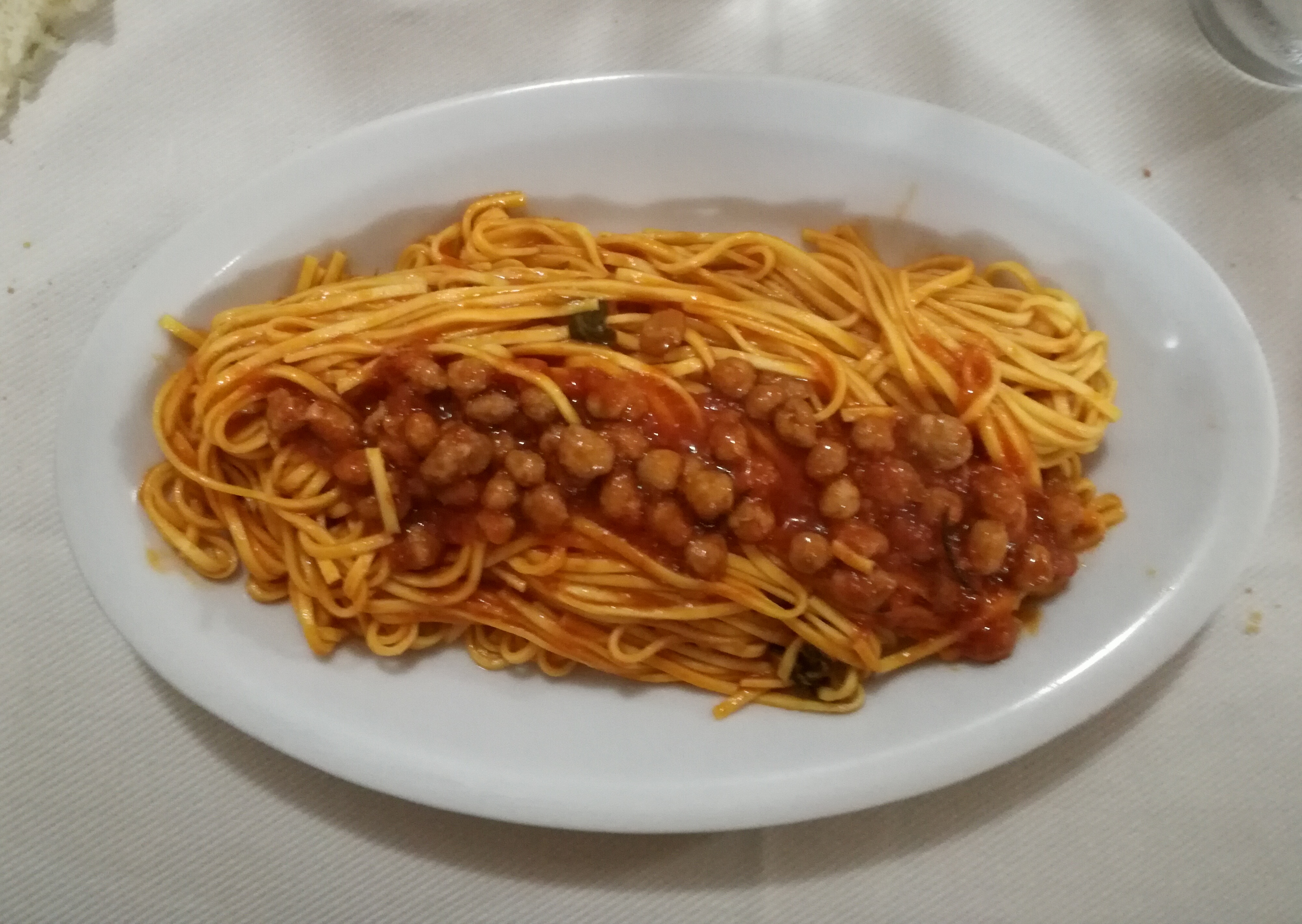
Chitarrine alla teramana

Varie ricette tipiche di Abruzzo, Campania, Puglia, Calabria e Sicilia prevedono l'uso di polpettine come condimento della pasta: classica, all'uovo o pasta di semola, talvolta ripassate al forno. 
In Abruzzo le polpettine si usano da sempre nella preparazione della chitarrina, ovvero spaghetti alla chitarra con sugo di polpettine, e nel timballo alla teramana.
Altri esempi sono la pasta imbottita in Campania, la pasta seduta e i maccaroni azzese in Puglia, la pasta che paddunedda tipica di Modica (Sicilia), servita con brodo e polpettine di carne; la pasta fatta in casa con sugo e polpette, nonché proprio gli spaghetti con sugo e polpette tipici del periodo di carnevale in Calabria.

## Negli Stati Uniti
Gli spaghetti con polpette italoamericani consistono in un piatto di spaghetti cotti in acqua bollente, serviti con salsa al pomodoro e polpette di carne di grandi dimensioni.
Nel 1888 il newyorkese Juliet Corson pubblicò una ricetta di spaghetti con polpette e salsa di pomodoro. Nel 1938 la denominazione esatta "spaghetti and meatballs" comparve in un elenco di cibi in scatola prodotti da Ettore Boiardi, poi conosciuto come Chef Boyardee, a Milton. L'associazione nazionale dei produttori statunitensi di pasta pubblicò una ricetta negli anni '20.
Nel 1955 gli spaghetti con le polpette vennero resi celebri in una scena del cartone animato Lilli e il vagabondo, che si conclude con il famoso "bacio degli spaghetti". La scena ha reso gli spaghetti con polpette noti in tutto il mondo.

## Controversie
Alcuni scrittori di cucina e cuochi italiani hanno definito gli spaghetti with meatballs come una ricetta pseudo-italiana o non italiana, perché, secondo loro, in Italia le polpette sono in genere più piccole e vengono servite solitamente con differenti varietà di pasta, come ad esempio della pasta corta rigata. Tuttavia il piatto, diffuso su larga scala grazie agli immigrati italiani presenti negli Stati Uniti, e che ha le sue radici nel Mezzogiorno, è ormai preparato in tutta Italia e la scelta della pasta, come la grandezza delle polpette, è sempre stata (naturalmente) prettamente soggettiva. Oltretutto gli spaghetti e la pasta lunga sono stati tradizionalmente abbinati anche in Italia al sugo con le polpette.
In Italia però molte famiglie "di una volta" erano poco abbienti rispetto a quelle italoamericane, ed usavano condire la pasta col sugo delle polpette, consumando queste ultime come secondo piatto. Quest'abitudine persiste tuttora, ed anche per questo il piatto si è diffuso su larga scala in conseguenza della grande ondata migratoria italiana negli Stati Uniti d'America.